# Transmission (soins)
Dans les soins hospitaliers ou à domicile quand ils impliquent plusieurs personnes, la transmission est la passation, à la relève d'une équipe de soignants par une autre, des observations concernant l'état des malades. La transmission est orale généralement afin de permettre un dialogue ; elle peut être écrite avec l'avantage d'atteindre les équipes suivantes. Depuis 1984, la transmission écrite est devenue obligatoire, pour des raisons de responsabilité légale, ce qui n'est pas noté dans un rapport n'étant pas réputé fait, en cas de recours judiciaire.
La transmission d'informations d'une équipe à l'autre est nécessaire dans tous les secteurs où l'activité continue oblige à organiser des équipes successives, comme dans la marine, l'industrie chimique ou divers secteurs industriels ; elle est d'une importance maximale dans les soins, d'une part à cause des conséquences vitales qu'un défaut de transmission pourrait avoir, et d'autre part à cause de la grande variété et complexité des cas à traiter.